# Jan Sobol (piłkarz ręczny)
Jan Sobol (ur. 22 maja 1984 w Karwinie) – czeski piłkarz ręczny, prawoskrzydłowy, od 2017 zawodnik Dijon Bourgogne Handball.
Będąc graczem czeskiego Baníku Karwina, rzucił w ciągu pięciu sezonów 71 bramek w Lidze Mistrzów. Od grudnia 2006 do czerwca 2010 występował w Montpellier Handball. We francuskiej ekstraklasie rozegrał w tym czasie 69 meczów, w których zdobył 192 gole. Dla Montpellier Handball rzucił ponadto 45 bramek w LM (w sezonie 2009/2010 dotarł w niej ze swoim klubem do ćwierćfinału). W sezonie 2010/2011 był graczem słowackiego Tatrana Preszów, zaś w sezonie 2011/2012 występował w macedońskim Vardarze Skopje, z którym wygrał rozgrywki Ligi SEHA – w finałowym meczu z Metalurgiem Skopje (21:18) zdobył sześć bramek i został wybrany najlepszym graczem spotkania. W 2012 powrócił do Tatrana Preszów, zaś na początku 2013 podpisał kontrakt z Azotami-Puławy. W sezonie 2013/2014 był ich najlepszym strzelcem w Superlidze – zdobył 131 goli. W puławskiej drużynie występował do końca sezonu 2016/2017. W tym czasie rozegrał w najwyższej klasie rozgrywkowej 126 meczów, w których rzucił 464 bramki. Ponadto zdobył 64 gole w Challenge Cup i cztery w Pucharze EHF. W 2017 przeszedł do francuskiego Dijon Bourgogne Handball.
W 2002 uczestniczył w młodzieżowych mistrzostwach Europy w Polsce, podczas których zagrał w sześciu meczach i zdobył 9 bramek.
W reprezentacji Czech zadebiutował 28 października 2005 w meczu z Egiptem (28:25), natomiast pierwsze trzy bramki zdobył następnego dnia w spotkaniu z Holandią (23:21). W 2007 wraz z kadrą narodową uczestniczył w mistrzostwach świata w Niemczech, podczas których rzucił 19 bramek. W 2015 wystąpił w mistrzostwach świata w Katarze – zagrał w siedmiu spotkaniach, zdobywając 19 goli. Reprezentował Czechy również na mistrzostwach Europy w 2008, 2010, 2012 i 2014.

## Sukcesy
Baník Karwina
- Mistrzostwo Czech: 2003/2004, 2004/2005, 2005/2006

Montpellier Handball
- Mistrzostwo Francji: 2007/2008, 2008/2009, 2009/2010
- Puchar Francji: 2007/2008, 2008/2009, 2009/2010
- Puchar Ligi: 2006/2007, 2007/2008, 2009/2010

Tatran Preszów
- Mistrzostwo Słowacji: 2010/2011
- Puchar Słowacji: 2010/2011

Vardar Skopje
- Liga SEHA: 2011/2012
- Puchar Macedonii: 2011/2012